# Spletna konferenca
Spletne konference se lahko uporabljajo kot izraz za različne vrste spletnih sodelovalnih storitev, vključno s spletnimi seminarji, spletnim oddajanjem in spletnimi sestanki na ravni »peer to peer«. Uporabljajo se lahko tudi v ožjem pomenu besede, ki se nanašajo samo na kontekst spletnega srečanja na ravni peer. Terminologije, povezane s temi tehnologijami so netočne in niso splošno dogovorjene. Razliko med webcastom in webinarjem je izredno težko definirati kot funkcionalnost in uporabnost, ker postajata vse bolj podobni in prodajalci pogosto menjajo izraze. 
Na splošno spletne konference omogočajo internetne tehnologije, še posebej na TCP / IP povezavah. Storitve omogočajo, da v realnem času potekajo spletne konference od točke do točke, kakor tudi multicast sporočila iz enega pošiljatelja do več prejemnikov. Spletne konference ponujajo podatkovne tokove tekstovnih sporočil, glasovnih in video klepetov, ki se delijo po geografsko razpršenih lokacijah. Spletne konference vključujejo sestanke, dogodke usposabljanj, predavanja, ali predstavitve s spletom povezanim računalnikom, ki je povezan z drugimi v splet povezanimi računalniki. Omogočajo tudi dostop iz mobilnih naprav. 